# Karel Reisner
Karel Reisner (28. ledna 1868 Praha – 29. března 1913 Praha) byl český malíř, grafik, pedagog, redaktor a sportovec.

## Život
Karel Reisner se narodil na Novém Městě pražském v rodině hostinského Ludvíka Reisnera. V letech 1884–1886 studoval na pražské malířské akademii u profesora Antonína Lhoty. V roce 1886 odešel studovat na Akademii výtvarných umění do Mnichova, kde se vzdělával u profesora Johanna Caspara Hertericha. Roku 1888 se vrátil zpět do Prahy, kde pokračoval ve studiu na zdejší malířské akademii. Zprvu studoval rok u prof. Františka Sequense, v roce 1889 pak pokračoval u prof. Maxmiliána Pirnera. Po ukončení studia na pražské malířské akademii vyučoval od roku 1901 na Vysoké škola uměleckoprůmyslové v Praze. V roce 1905 otevřel vlastní školu, která nesla název „Soukromá výtvarná škola Karla Reisnera“. Mezi jeho žáky patřili mimo jiné i Jindřich Fürst, Svatopluk Bobeš, Josef Váchal, Emanuel Hercík, Jan Zrzavý nebo Bohumil Kubišta.

## Galerie

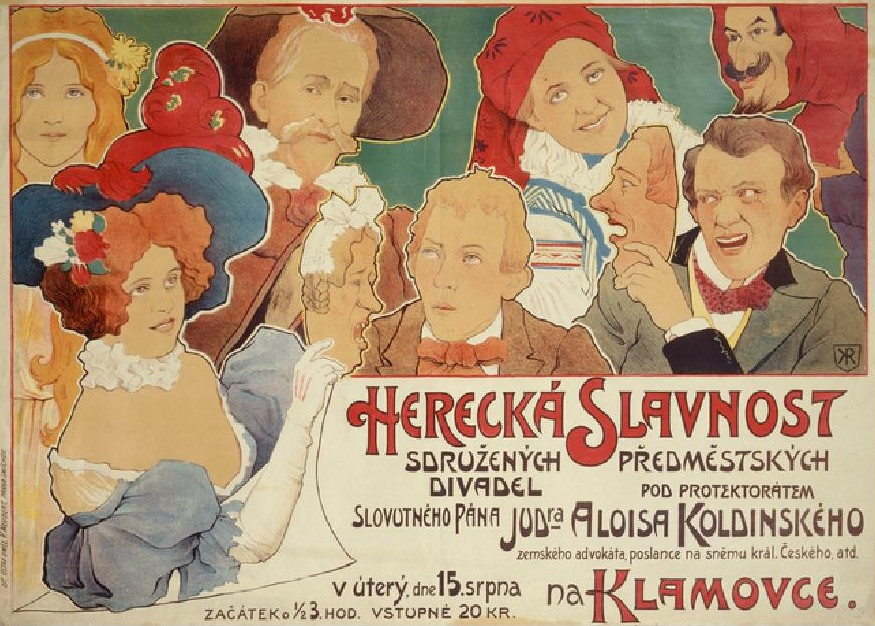
plakát „Herecké slavnosti na Klamovce“
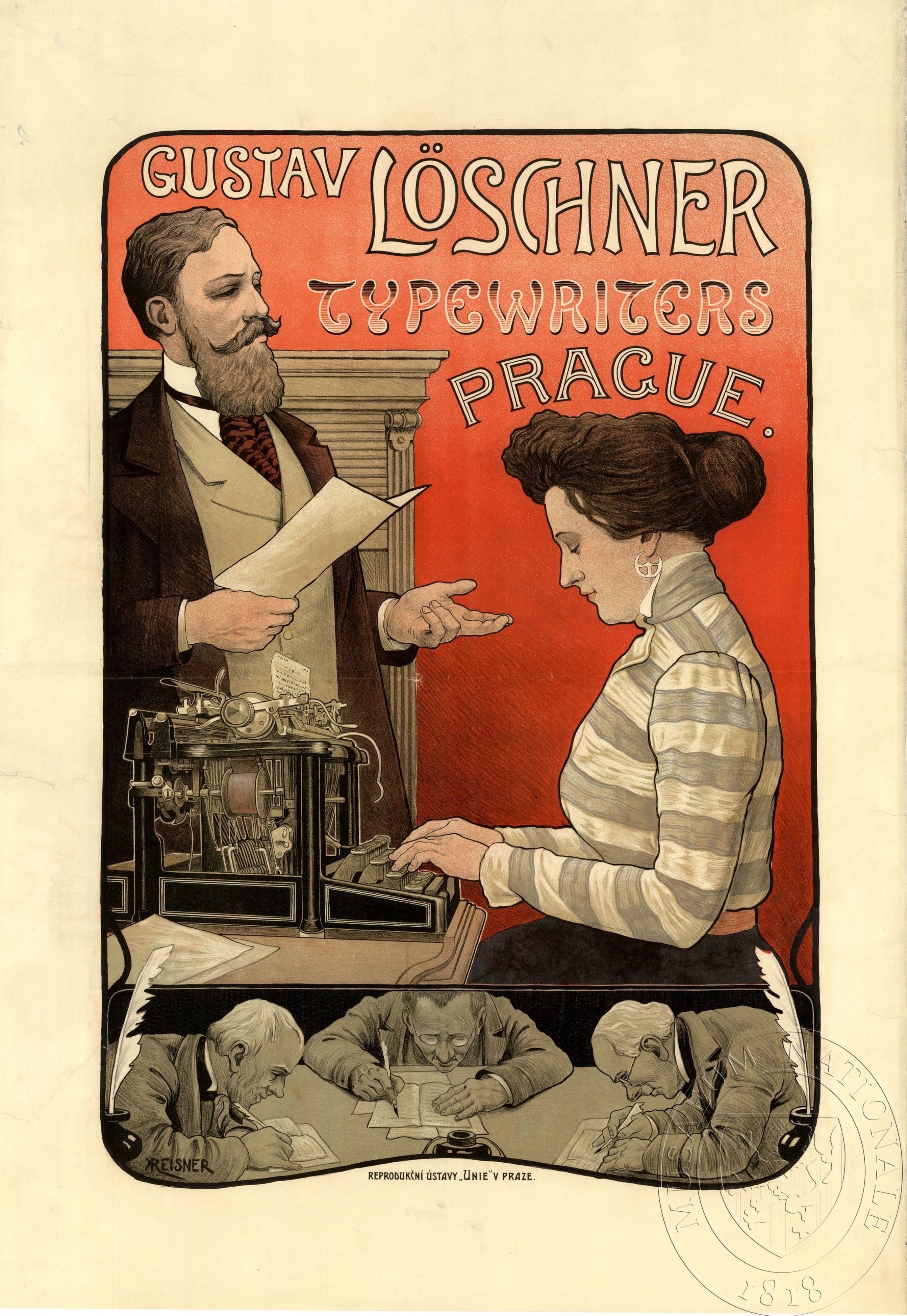
reklamní plakát pro firmu Gustav Löschner
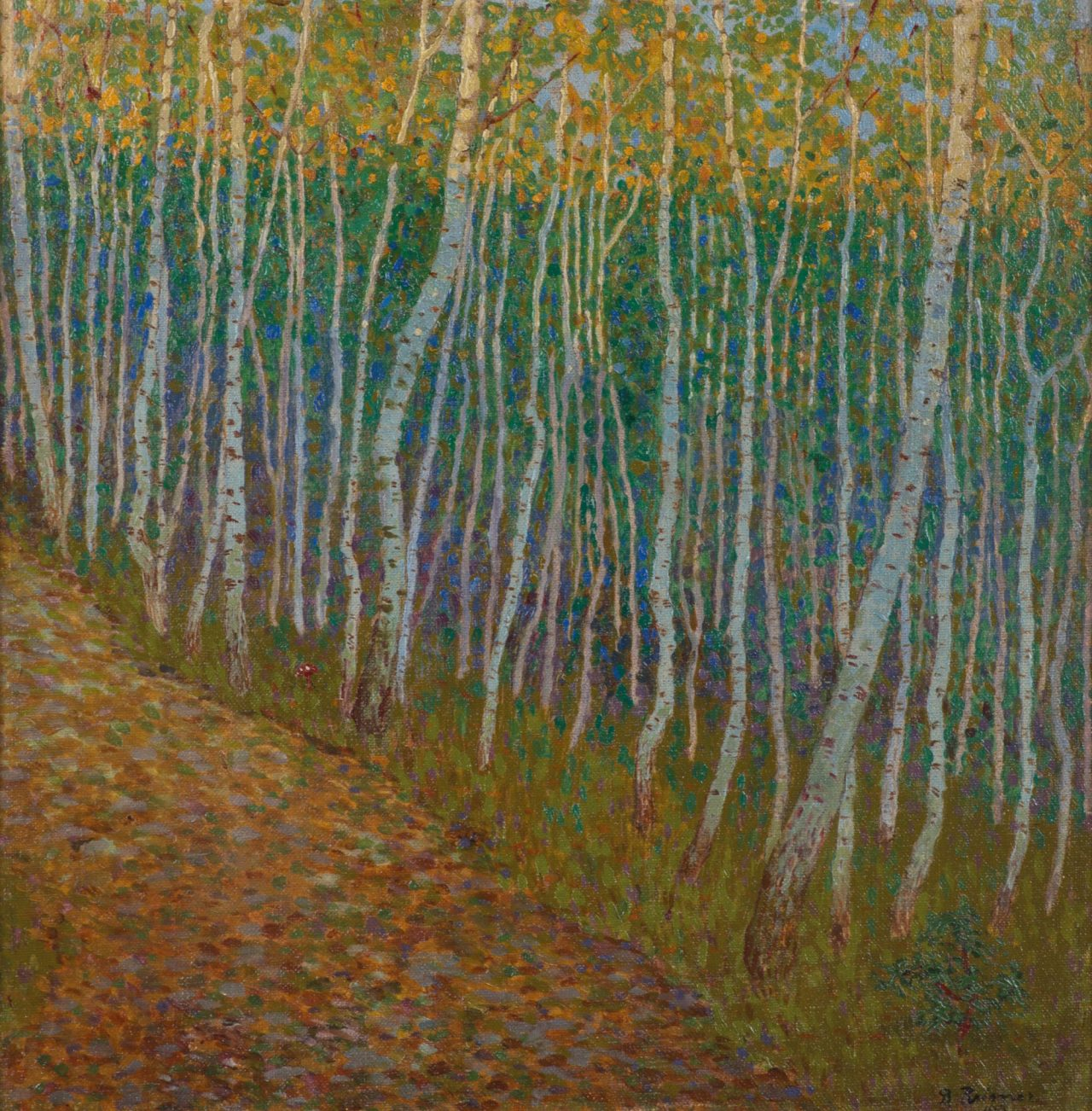
břízy